# Сент-Асаф
Сент-А́саф (валл. Llanelwy, англ. St Asaph) — город в Денбигшире, Уэльс. Предпоследний город в Великобритании по численности населения (3355 человек в 2011 году). Расположен в графстве Флинтшир. Рядом с городом расположена долина Клуида.

## Сообщество
Местные жители Сент-Асафа называют город «Город музыки». Из-за привязанности местных жителей к истории города, несмотря на то, что Сент-Асаф долгое время не имел статуса города, общинный совет называл себя городским советом. В последнее время экономика Сент-Асаф развивалась благодаря открытию дороги А55 в 1970 году и построенному бизнес-парку. Дорога А55 имеет связь с долиной Клуйд и Денби. В Сент-Асафе все еще расположена первая валлийская средняя школа в Уэльсе.

### Праздничные мероприятия
Каждый год в городе проходит Международный музыкальный фестиваль Северного Уэльса, на котором собираются профессиональные музыканты и просто любители музыки.

### Руководство
Городской совет Сент-Асаф состоит из двух палат, которые избирают семь советников.